# Стивенс, Мэттью
Мэ́ттью Сти́венс (англ. Matthew Stevens; род. 11 сентября 1977, Кармартен) — валлийский профессиональный игрок в снукер. Двукратный финалист чемпионатов мира и победитель чемпионата Великобритании. Является одним из сильнейших снукеристов Уэльса.

## Карьера

### Ранняя карьера
Мэттью Стивенс присоединился к профессионалам в 1995 году благодаря успехам на юниорских соревнованиях. Он стал известен после выхода в 1/8 финала на Гран-при. В первом круге Мэттью, будучи 236-м в рейтинге, одолел Дэйва Харольда, который входил в число шестнадцати сильнейших снукеристов мира, а затем выиграл у экс-чемпиона мира Джо Джонсона со счётом 5:1. Победил валлийца лишь знаменитый англичанин — Стив Дэвис. Также Стивенс дошёл до 1/16 на чемпионате Великобритании. Выиграв сперва у двадцать шестого номера рейтинга — Стива Джеймса, во втором раунде он уступил будущему финалисту — Питеру Эбдону, 6:9. В том же году он выиграл нерейтинговый Benson & Hedges Championship и попал в 1/32 финала на British Open. Он не смог квалифицироваться на главный турнир года — чемпионат мира, но для второго сезона в качестве профессионала это были неплохие результаты, и по его итогам Мэттью стал 67-м. 
 Сезон 1996/97 он начал с неожиданной победы над Стивеном Хендри, 5:1, в первом раунде Гран-при. Правда, уже во втором круге Стивенс всухую проиграл англичанину Марку Кингу, но всех предыдущих успехов ему хватило, чтобы зарекомендовать себя очень сильным игроком. В этом же сезоне валлийцу удалось пробиться в основную сетку на European Open, где он, однако, проиграл Джимми Уайту со счётом 1:5. На остальных соревнованиях он ничего особенного больше не показал, не стал исключением и чемпионат мира: и со второй попытки Мэттью остался за бортом основной части турнира. Но игра Стивенса улучшалась, и следующие успехи не заставили себя долго ждать — валлиец вышел в полуфиналы на Гран-при и чемпионате Британии. Кроме того, он дошёл до 1/16 и 1/32 финала соответственно на British Open и Welsh Open. Главным достижением Мэттью стал четвертьфинал на первенстве мира — там он обыграл Алена Робиду, 10:8, и Марка Кинга, 13:9, перед тем как уступить защищавшему свой титул Кену Доэрти, 10:13. Наградой за эти усилия стало 26-е место в мировой табели о рангах, а это означало, что отныне Стивенсу не надо было проходить квалификационные раунды большинства соревнований.
Неудивительно, что следующий сезон оказался одним из самых лучших за всю карьеру молодого валлийца. Он занял второе место на чемпионате Великобритании, проиграв шотландцу Джону Хиггинсу, 6:10, и снова дошёл до 1/4 на чемпионате мира. Там он проиграл будущему чемпиону Стивену Хендри со счётом 5:13. Но уже тогда Мэттью проводил большинство матчей стабильно и на высоком уровне.

### Пик карьеры
Все эти предпосылки воплотились в реальные победы в следующем сезоне. Валлиец в общей сложности четыре раза вышел в финалы четырёх различных турниров, из которых два — Мастерс и Scottish Masters — выиграл.
Самой памятной для Стивенса оказалась победа на Мастерс. Тогда он играл с ирландцем, Кеном Доэрти. Доэрти по ходу матча вёл в счёте и даже имел отличную возможность оформить 147, однако не забил последний шар. Он, разумеется, выиграл тот фрейм, но, возможно, из-за нереализованной максимальной серии сильно расстроился и, в конечном итоге, уступил Стивенсу со счётом 8:10.
На чемпионате мира Мэттью дошёл до финала, причём без особых проблем: ни в одном из матчей он не позволил своим соперникам приблизиться к себе более чем на пять партий. В решающем матче Стивенсу противостоял его именитый соотечественник, Марк Уильямс. Казалось, что и здесь Мэттью добьётся своей цели, однако, после счёта 13:7 в его пользу сильная игра Стивенса исчезла, и в конце концов он проиграл Уильямсу, 16:18. По итогам того сезона Мэттью занял 6-е место в мировом рейтинге.
Следующий сезон Стивенс, так ни разу и не появившись в финалах, тем не менее провёл довольно стабильно, а очередной четвертьфинал ЧМ позволил валлийцу удержаться на 6-м месте в списке лучших снукеристов мира. Но следующие полтора года Стивенс провёл не лучшим образом: во-первых, ему опять не покорился ни один финал, а во-вторых, всё чаще и чаще он стал выбывать на ранних стадиях. Стивенс показал отличную игру лишь на чемпионате мира, где он дошёл полуфинала. Валлиец мог бы пройти и дальше, однако в решающей партии победил его соперник, Питер Эбдон. Впрочем, этот результат не спас Мэттью от понижения в рейтинге — он стал восьмым. 
 Ситуация двух предыдущих лет повторилась и в сезоне 2002/03. Уже почти три года Стивенс оставался без титулов, но на этот раз даже на мировом первенстве он не сумел пробиться дальше 1/8-й, хотя для конечного поражения от Пол Хантера не было никаких предпосылок: в первом раунде валлиец легко победил Криса Смолла, 10:3. А по итогам сезона Стивенс опустился ещё на одну строчку в мировом рейтинге.
Восстанавливать форму Мэттью начал в 2003 году. На LG Cup 2003, заменившим Гран-при, валлиец дошёл до 1/4, по пути обыграв Ронни О’Салливана, 5:0. Но его остановил Джон Хиггинс, который впоследствии стал финалистом турнира. На следующем по счёту соревновании, British Open, Стивенс в первом раунде разгромил Марка Кинга, 5:1; затем переиграл Питера Эбдона, 5:3, а в 1/4 нанёс сокрушительное поражение Марку Уильямсу — снова 5:1. В полуфинале его ждал опытный Стивен Хендри, которому валлиец и уступил со счётом 3:6.
Но полным триумфом Мэттью завершился второй по значимости турнир — чемпионат Великобритании — там он победил в финале всё того же Хендри со счётом 10:8, несмотря на то, что в начале матча проигрывал, 0:4. Сама встреча этих игроков получилась яркой и красивой: из восемнадцати сыгранных фреймов пятнадцать закончились сериями свыше 50 очков. Но продемонстрировать такой же отменный снукер на остальных турнирах ему не удалось. Так, на открытом чемпионате Уэльса он оступился уже в первом раунде, проиграв игроку из Гонконга Марко Фу, а на Irish Masters закончил своё выступление стартовым матчем с Энтони Хэмилтоном, который Хэмилтон выиграл, 5:1. Тот же результат был зафиксирован и на Players Championship, только тогда финальный счёт был 3:5 не в пользу Стивенса. Зато на чемпионате мира валлиец дошёл до полуфинала, и только Грэм Дотт сумел остановить его. По итогам сезона Мэттью в третий раз за свою карьеру поднялся до шестого места в мировом рейтинге профессиональных снукеристов.
Однако начало очередного сезона Мэттью Стивенс начал плохо. На четырёх подряд соревнованиях он выбывал в первом круге, причём один раз он ухитрился проиграть своему сопернику всухую. Реабилитироваться валлиец сумел на Кубке Мальты, который проходил в январе 2005-го. Тогда он дошёл до 1/2 и снова в борьбе за финал уступил Стивену Хендри. Но на этом Стивенс не остановился, и очередным успехом стало участие в финале Irish Masters. Его соперником был Ронни О’Салливан, находящийся в отличной форме. О’Салливан штурмом пошёл на Мэттью и вышел вперёд со счётом 6:1, однако затем валлиец выиграл в свою очередь 5 партий кряду. Далее последовала упорная борьба, но при счёте 8:8 важный фрейм выиграл Ронни, а затем — и весь матч. Пришлось Стивенсу довольствоваться вторым местом. На China Open он проиграл уже в 1/16 финала. На сей раз Мэттью был побеждён англичанином Рики Уолденом, 5:3. Но главное событие было впереди: на мировом первенстве Мэттью Стивенс спустя пять лет снова оказался в финале. Теперь ему противостоял не самый сильный соперник — квалифай Шон Мёрфи. И вроде бы всё шло к тому, что Мэттью благополучно заберёт себе кубок чемпиона. К середине матча Стивенс имел хороший задел в четыре партии, но уже в который раз что-то помешало ему завершить встречу в свою пользу. Сильный снукер валлийца исчез, а вот Мёрфи, наоборот, заиграл на высочайшем уровне. Кое-как Мэттью ещё держался, но при счёте 16:16 он допустил несколько грубых ошибок, и это помогло Шону выиграть сначала партию, а потом и чемпионат. Таким образом, Стивенс уже дважды не смог победить в финале чемпионата мира. Тем не менее, этот сезон оказался одним из лучших за карьеру валлийца, и четвёртая строчка в рейтинге снукеристов подтверждала это.

### Последующая карьера
Следующий сезон Мэттью начал с победы на новом турнире — Трофей Северной Ирландии — в решающей встрече он выиграл у Хендри, 9:7. Также он отметился победой на Pot Black Cup, где Стивенс выиграл у Шона Мёрфи. Это был хороший старт, но продолжение оставляло желать лучшего: на Гран-при, чемпионате Великобритании и на Мальте Стивенс выбывал на первых стадиях. Лишь на Welsh Open он преодолел стадию 32-х сильнейших, но уже в следующем круге был побеждён Уильямсом, 1:5. В Китае Мэттью также не повезло: в первом раунде он уступил малоизвестному шотландцу, Скотту Маккензи, 4:5. А на чемпионате мира валлиец дошёл до 1/8 и проиграл Кену Доэрти. Таким образом, за один сезон он опустился до четырнадцатого места. 
 Его спад продолжился в двух последующих сезонах: 2006/07 и 2007/08. В Северной Ирландии Стивенс не сумел защитить первое место. Хотя в 1/16 он под ноль выиграл у Марка Кинга, на следующей стадии Мэттью проиграл Ронни О’Салливану, 2:5. На Гран-при-2006 он уверенно вышел из своей отборочной группы, однако, уже в 1/8 в контровой партии проиграл Хиггинсу. Затем, на первенстве Соединённого Королевства он снова вышел во второй раунд, обыграв Дэвида Грэя, 9:5, но с таким же счётом вскоре уступил Дин Цзюньхуэю. Мальта-2007 закончилась для него первым же матчем: он в равной борьбе уступил игроку из квалификации — Райану Дэю. А свой домашний турнир Welsh Open валлиец провёл очень плохо: уже в стартовом матче его легко победил Марк Селби со счётом 5:1. На China Open Стивенс немного исправил ситуацию, разгромив малоизвестного китайца Сяо Годуна. Но эта победа была сама собой разумеющейся, поскольку Сяо даже не имел прописки в мэйн-туре. А вот далее дела у Мэттью не заладились, и в 1/8 он снова проиграл, на этот раз Марко Фу.
Чемпионат мира стал небольшим утешением для валлийца. Там в первом матче он легко обыграл своего соперника Джо Делэни, 10:2. Второй матч был посложнее: он встретился с молодым, но перспективным североирландцем Марком Алленом, и здесь об абсолютном преимуществе Стивенса речи быть не могло. Тем не менее, он выиграл и у него со счётом 13:9. В четвертьфинале он вновь встретился с Шоном Мёрфи. Мэттью был вполне готов поквитаться за поражение в финале позапрошлого ЧМ, однако в решающем фрейме его соперник снова оказался сильнее. Двадцатое место в мировом рейтинге — вот что получил валлиец по итогам того сезона.
В 2007-м году в расписание турниров был включён Шанхай Мастерс. Мэттью просто обязан был провести это соревнование на высоком уровне, иначе он бы откатился в низы предварительного рейтинга. И он справился со своей задачей: в 1/16 финала валлиец показал великолепный снукер против Нила Робертсона, и выиграл матч без единой потери — 5:0. Затем Стивенс сыграл со Стивеном Магуайром, и здесь победа осталась за Мэттью. В 1/4 ему снова противостоял Райан Дэй, но взять у него реванш Стивенсу не удалось: он проиграл в последней партии. Однако сам по себе это был неплохой результат.
А вот на Гран-при такого успеха Мэттью не добился, наоборот, он не смог выйти из своей относительно лёгкой группы. С тремя победами и двумя поражениями он остался на третьем месте, пропустив вперёд Лю Суна из Китая по разнице выигранных и потерянных фреймов. Хотя это поражение ещё можно было понять, ведь там Стивенс проигрывал снукеристам из мэйн-тура. Но то, что случилось на кубке Северной Ирландии, не поддаётся никакому объяснению.
В дебютном матче валлийцу противостоял игрок не то чтобы квалифай, но вообще не имеющий профессиональной лицензии. По сути, Мэттью играл с любителем. Его противник — Мартин Гоулд — также прекрасно понимал разницу в их классе, и поэтому, как он потом сказал, «надеялся выиграть хотя бы один фрейм и больше не мучиться». И действительно, начало встречи осталась целиком за Мэттью. Он повёл в счёте — 3:0, ему оставалось лишь выиграть две партии у Гоулда, и с этим были согласны все, кроме, видимо, самого Мартина. Он сумел сделать невероятное для его уровня игры — сравнял счёт, а затем и довёл дело до контровой. В последней партии Стивенс сильно нервничал, а Гоулд не упускал своих шансов, и, как итог, его победа, 5:4, стала главной новостью игрового дня.
Далее, на чемпионате Великобритании он даже не сумел преодолеть квалификацию, а на Welsh Open в 1/32 валлиец уступил Тянь Пэнфэю, 4:5. То же самое произошло и в Китае: в первом круге Мэттью проиграл Дэю со счётом 3:5. Чемпионат мира был последней надеждой для Стивенса возвратиться в топ-16. Там он поначалу победил в квалификационном раунде игрока, по происхождению с Ямайки, Рори Маклауда со счётом 10:5. Его снукер впечатлял, и казалось, он сможет преодолеть следующий этап, если бы не его соперник, Джон Хиггинс, который на тот момент был действующим чемпионом и номером один в рейтинге. Не выиграл он и на этот раз: Мэттью сопротивлялся только до счёта 4:4, а затем просто не выдержал напора игры Джона. В итоге он проиграл шотландцу, 5:10. В одной из партий Стивенс шёл на 147, и на пути к максимуму у него даже падал случайный чёрный. Но он так и не достиг своей цели. Его серия оборвалась при счёте 112. Хотя было очевидным, что сезон валлиец провёл не лучшим образом, он всё же поднялся в мировом рейтинге до семнадцатого места.
В сезоне 2008/09 Стивенс показал относительно неплохую игру, а главным его достижением в сезоне был финал чемпионата Бахрейна, где он уступил лишь Нилу Робертсону. Следующий же сезон Мэттью провёл не очень хорошо и завершил его на 25 месте в рейтинге.
16 февраля 2011 года Стивенс стал 12-м игроком в истории снукера, достигшим результата в 200 сенчури. Чуть позже он дошёл до полуфинала главного турнира серии PTC и выиграл Championship League — отбор на Премьер-лигу. Мэттью также пробился в 1/16 чемпионата мира, победив в напряжённом матче Фергала О'Брайена, 10:9. Он мог пробиться и в 1/8-ю, но, лидируя в игре против Марка Аллена 9:6, Стивенс проиграл все оставшиеся фреймы. Однако, благодаря в целом неплохим результатам во второй половине сезона, валлиец после четырёхлетнего перерыва всё-таки вернулся в Топ-16 официального рейтинга, заняв 14-е место.

## Достижения в карьере

### Чемпионат мира
- 1995 — не прошёл квалификацию
- 1996 — не прошёл квалификацию
- 1997 — не прошёл квалификацию

- 1998 Четвертьфинал

1. 1/16 финала: Мэттью Стивенс 10:8 Ален Робиду
2. 1/8 финала: Мэттью Стивенс 13:9 Марк Кинг
3. Четвертьфинал: Кен Доэрти 13:10 Мэттью Стивенс

- 1999 Четвертьфинал

1. 1/16 финала: Мэттью Стивенс 10:7 Питер Эбдон
2. 1/8 финала: Мэттью Стивенс 13:8 Тони Драго
3. Четвертьфинал: Стивен Хендри 13:5 Мэттью Стивенс

- 2000 Финал

1. 1/16 финала: Мэттью Стивенс 10:2 Тони Драго
2. 1/8 финала: Мэттью Стивенс 13:4 Алан Макманус
3. Четвертьфинал: Мэттью Стивенс 13:7 Джимми Уайт
4. Полуфинал: Мэттью Стивенс 17:12 Джо Свэйл
5. Финал: Марк Уильямс 18:16 Мэттью Стивенс

- 2001 Полуфинал

1. 1/16 финала: Мэттью Стивенс 10:1 Тони Драго
2. 1/8 финала: Мэттью Стивенс 13:5 Энтони Хэмилтон
3. Четвертьфинал: Мэттью Стивенс 13:5 Стивен Хендри
4. Полуфинал: Джон Хиггинс 17:15 Мэттью Стивенс

- 2002 Полуфинал

1. 1/16 финала: Мэттью Стивенс 10:6 Майк Данн
2. 1/8 финала: Мэттью Стивенс 13:3 Джимми Уайт
3. Четвертьфинал: Мэттью Стивенс 13:7 Джон Хиггинс
4. Полуфинал: Питер Эбдон 17:16 Мэттью Стивенс

- 2003 1/8 финала

1. 1/16 финала: Мэттью Стивенс 10:3 Крис Смолл
2. 1/8 финала: Пол Хантер 13:6 Мэттью Стивенс

- 2004 Полуфинал

1. 1/16 финала: Мэттью Стивенс 10:7 Джеймс Уоттана
2. 1/8 финала: Мэттью Стивенс 13:12 Пол Хантер
3. Четвертьфинал: Мэттью Стивенс 13:10 Джо Пэрри
4. Полуфинал: Грэм Дотт 17:15 Мэттью Стивенс

- 2005 Финал

1. 1/16 финала: Мэттью Стивенс 10:5 Энди Хикс
2. 1/8 финала: Мэттью Стивенс 13:5 Джимми Уайт
3. Четвертьфинал: Мэттью Стивенс 13:11 Стивен Хендри
4. Полуфинал: Мэттью Стивенс 17:14 Иан Маккалох
5. Финал: Шон Мёрфи 18:16 Мэттью Стивенс

- 2006 1/8 финала

1. 1/16 финала: Мэттью Стивенс 10:5 Джо Свэйл
2. 1/8 финала: Кен Доэрти 13:8 Мэттью Стивенс

- 2007 Четвертьфинал

1. 1/16 финала: Мэттью Стивенс 10:2 Джо Делэни
2. 1/8 финала: Мэттью Стивенс 13:9 Марк Аллен
3. Четвертьфинал: Шон Мёрфи 13:12 Мэттью Стивенс

- 2008 1/16 финала

1. 1/16 финала: Джон Хиггинс 10:5 Мэттью Стивенс

- 2009 — не прошёл квалификацию

- 2010 — не прошёл квалификацию

- 2011 1/16 финала

1. 1/16 финала: Марк Аллен 10:9 Мэттью Стивенс

- 2012 Полуфинал

1. 1/16 финала: Мэттью Стивенс 10:3 Марко Фу
2. 1/8 финала: Мэттью Стивенс 13:11 Барри Хокинс
3. Четвертьфинал: Мэттью Стивенс 13:5 Райан Дэй
4. Полуфинал: Ронни О'Салливан 17:10 Мэттью Стивенс

### Другие рейтинговые турниры
- Гран-при полуфинал — 1997 — Джон Хиггинс 6:5 Мэттью Стивенс
- Чемпионат Великобритании полуфинал — 1997 — Стивен Хендри 9:5 Мэттью Стивенс
- Чемпионат Великобритании финал — 1998 — Джон Хиггинс 10:6 Мэттью Стивенс
- Чемпионат Великобритании финал — 1999 — Марк Уильямс 10:8 Мэттью Стивенс
- Thailand Masters 2002 полуфинал — 2002 — Стивен Ли 5:2 Мэттью Стивенс
- British Open полуфинал — 2003 — Стивен Хендри 6:3 Мэттью Стивенс
- Чемпионат Великобритании победитель — 2003 — Мэттью Стивенс 10:8 Стивен Хендри
- Кубок Мальты полуфинал — 2005 — Стивен Хендри 6:3 Мэттью Стивенс
- Irish Masters финал — 2005 — Ронни О'Салливан 10:8 Мэттью Стивенс
- Чемпионат Бахрейна финал — 2008 — Нил Робертсон 9:7 Мэттью Стивенс
- Гранд-финал PTC полуфинал — 2011 — Шон Мёрфи 4:0 Мэттью Стивенс
- PTC 7 финал — 2011 — Ронни О'Салливан 4:2 Мэттью Стивенс

### Нерейтинговые турниры
- Benson & Hedges Championship победитель — 1995
- Scottish Masters победитель — 1999
- Мастерс победитель — 2000
- Трофей Северной Ирландии победитель — 2005
- Pot Black Cup победитель — 2005
- Nations Cup победитель с командой Уэльса — 1999
- Championship League победитель — 2011